# Epka (minialbum Miksera)
Epka – minialbum studyjny polskiego producenta muzycznego Miksera. Wydawnictwo ukazało się 15 listopada 2019 roku nakładem wytwórni muzycznej Unhuman.

## Lista utworów
| Nr | Tytuł utworu            | Wykonawcy      | Długość |
| -- | ----------------------- | -------------- | ------- |
| 1. | „Milcz”                 | Sobota/ Sarius | 4:04    |
| 2. | „Łapa Jaguara”          | Kaczor         | 2:42    |
| 3. | „Fopa I Nietakt”        | WSRH           | 3:21    |
| 4. | „Grzech”                | Adma/Bezczel   | 3:16    |
| 5. | „Anderground”           | Brian          | 3:26    |
| 6. | „Czarne Słońce” (Remix) | Shellerini     | 2:48    |
| 7. | „Bongo”                 | Smoła          | 3:35    |
| 8. | „C10H12O4”              | Mikser         | 3:10    |
|    |                         |                | 26:22   |